# Planchonella smithii
Planchonella smithii är en tvåhjärtbladig växtart som först beskrevs av Pieter van Royen, och fick sitt nu gällande namn av Albert Charles Smith. Planchonella smithii ingår i släktet Planchonella och familjen Sapotaceae.
Artens utbredningsområde är Fiji. Inga underarter finns listade i Catalogue of Life.